# Cardiolpium
Genre
Cardiolpium est un genre de pseudoscorpions de la famille des Hesperolpiidae.

## Distribution
Les espèces de ce genre se rencontrent en Europe du Sud, au Moyen-Orient, en Asie centrale et en Chine.

## Liste des espèces
Selon Pseudoscorpions of the World (version 3.0) :
- Cardiolpium aeginense (Beier, 1966)
- Cardiolpium stupidum (Beier, 1963)

et décrites ou placées depuis :
- Cardiolpium asiaticum (Dashdamirov, 1991)
- Cardiolpium bisetosum Nassirkhani, 2015
- Cardiolpium curcici Gao & Zhang, 2016

## Publication originale
- Mahnert, 1986 : Une nouvelle espèce du genre Tyrannochthonius Chamb. des îles Canaries, avec remarques sur les genres Apolpiolum Beier et Calocheirus Chamberlin (Arachnida, Pseudoscorpiones). Mémoires de la Société Royale Entomologique de Belgique, vol. 33, p. 143-153 (texte intégral).